# Nagarjunakonda
Nagarjunakonda (నాగార్జునకొండ ; « colline de Nagarjuna » en télougou) (IAST : Nāgārjunakoṇḍa), Vijayapuri de son nom originel, est un site archéologique et une ville historique qui fut la capitale du royaume des Ikshvaku d'Andhra (en) entre les IIIe et IVe siècles de l'ère commune. La vallée ayant été inondée par la création d'un barrage dans les années 1960, il ne reste aujourd'hui qu'une île située dans le réservoir de Nagarjuna Sagar, dans le district de Palnadu, dans l'État d'Andhra Pradesh, en Inde. Elle se situe à 150 km au sud-est de l'ancienne capitale de cet État, Hyderabad. Au début de notre ère, Nāgārjunakoṇḍa était un centre religieux, bouddhique et hindou, majeur. Le grand stūpa est daté du Ier siècle de notre ère au IIIe siècle.

## Origine de l'île
Cette île fut formée lorsqu'une colline fut submergée par les eaux du barrage de Nagarjuna Sagar, construit dans les années 1960. On lui donna le nom de Nagarjuna, en souvenir d'un maître du Bouddhisme mahāyāna qui portait ce nom et qui vivait en Inde du sud au IIe siècle, dont on pense qu'il était chargé de l'activité bouddhiste de la région. Le site fut jadis le siège de nombreuses universités et monastères bouddhistes, attirant des étudiants qui venaient de Chine, du Gandhara, du Bengale, et de Ceylan. Les sites archéologiques qui se trouvaient ici ont été submergés par les eaux, néanmoins il fut décidé de préserver les monuments les plus remarquables, qui durent être excavés et transférés plus haut sur la colline, désormais devenue une île.

## Galerie

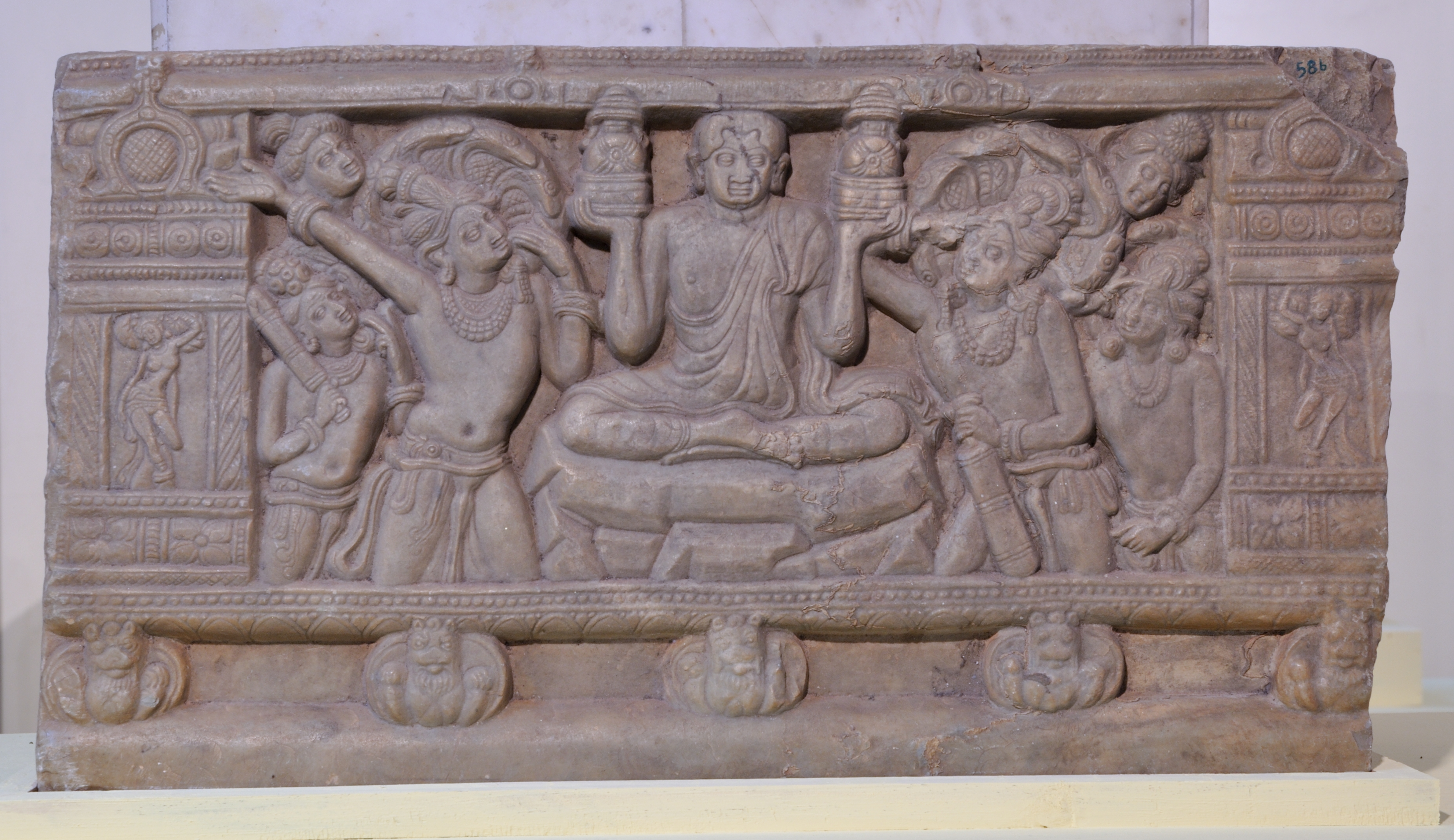
Le partage des reliques du Bouddha.
Statue du Bouddha.
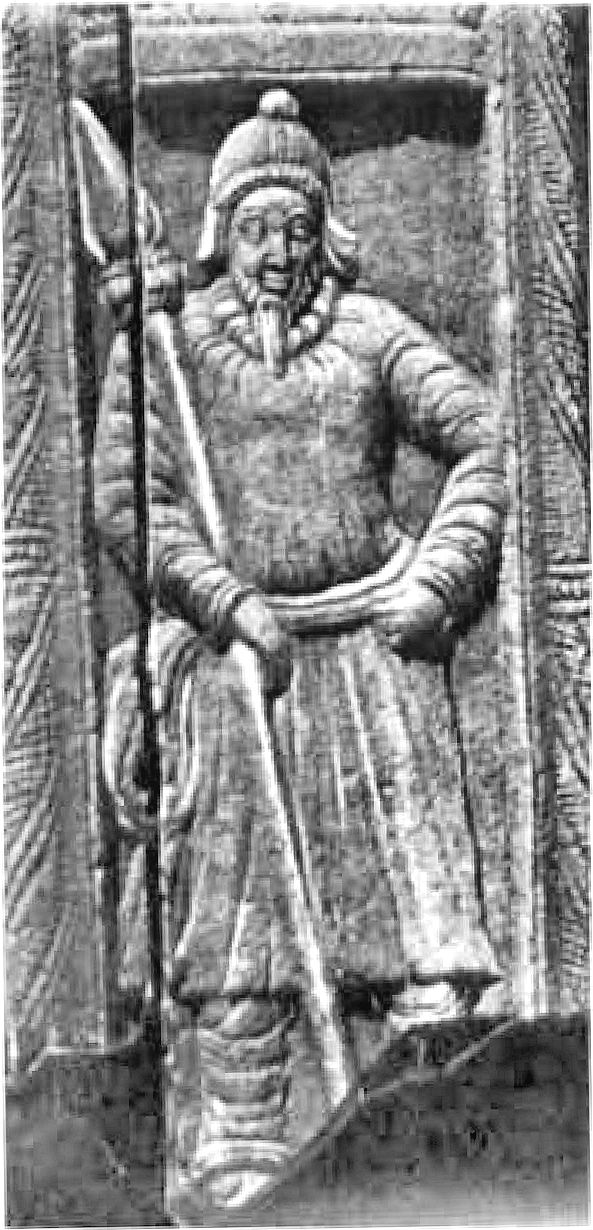
Bas-relief d'un guerrier Indo-Scythe, ruines du palais de Nagarjunakonda.
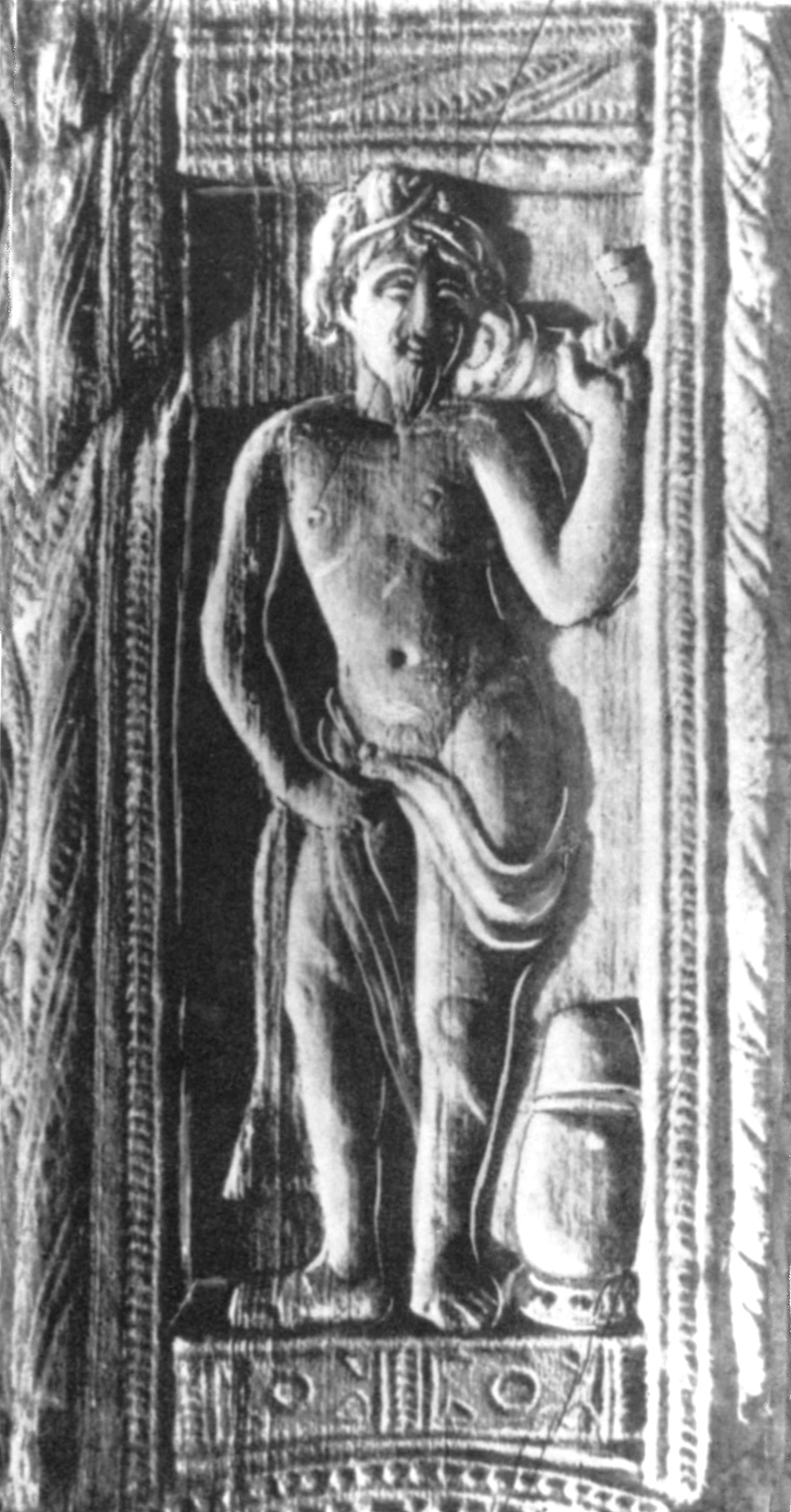
Bas-relief, ruines du palais de Nagarjunakonda.